# Тумьюмучаш
Тумьюмучаш (мар. Тумньымучаш) — село в Куженерском районе Республики Марий Эл. Административный центр Тумьюмучашского сельского поселения.

## География
Находится в северо-восточной части республики Марий Эл на расстоянии приблизительно 8 км на запад-северо-запад от районного центра посёлка Куженер.

## История
Известна с 1838 года, когда в деревне была построена Богоявленская церковь, после чего деревню стали именовать селом. В 1850 году церковь сгорела, в 1874 году была построена новая деревянная церковь. В 1859 году село состояло из 24 домов, в нём проживало 138 человек. В 1874 году в селе насчитывалось 17 дворов, из них 2 русских и 15 марийских, проживало 113 человек. В 1932 году в селе проживало 127 человек, в том числе 89 марийцев и 38 русских. В 2005 года в селе отмечено было 70 хозяйств. В советское время работали колхозы «Броневик» и имени Молотова.

## Население
Население составляло 188 человек (мари 89 %) в 2002 году, 153 в 2010.